# Vizcondado de Burguillos
El vizcondado de Burguillos es un título nobiliario español creado por el rey Alfonso XIII en favor del terrateniente extremeño Juan Contreras y Murillo, miembro de la Casa de Contreras que fue presidente en la provincia de Badajoz y diputado provincial, mediante real decreto del 21 de noviembre de 1921 y despacho expedido el 11 de enero de 1922.
Su denominación hace referencia a la localidad española de Burguillos del Cerro, en la provincia de Badajoz, comunidad de Extremadura.

## Vizcondes de Burguillos
|                           | Titular                              | Periodo                   |
| Creación por Alfonso XIII | Creación por Alfonso XIII            | Creación por Alfonso XIII |
| ------------------------- | ------------------------------------ | ------------------------- |
| I                         | Juan Contreras y Murillo             | 1922-1931                 |
| II                        | Juan Murillo de Saavedra y Retamar   | 1956-1975                 |
| III                       | Joaquín Murillo de Saavedra y Cuesta | 1975-2020                 |
| IV                        | Juan Murillo Mendoza                 | 2021-hoy                  |

## Historia de los vizcondes de Burguillos
- Juan Contreras y Murillo, Espinosa de los Monteros y Carvajal (Los Santos de Maimona (Badajoz), 23 de octubre de 1863-23 de junio de 1931), I vizconde de Burguillos, gentilhombre de cámara con ejercicio.[1]

Casó el 25 de septiembre de 1899 con Ascensión Martínez de Santa María Liaño (1871-1947). Se le otorgó facultad para designar sucesor en este título por real decreto de 16 de abril de 1928, derecho del que hizo uso al designar heredero a su sobrino en segundo grado. Éste solicitó convalidar la sucesión, previamente concedida por la Diputación de la Grandeza, mediante petición cursada el 26 de enero de 1950 (BOE del 9 de febrero), que fue aceptada por decreto del 27 de junio de 1952, publicado en el BOE del 5 de julio. Finalmente, sucedió el 26 de marzo de 1956:
- Juan Murillo de Saavedra y Retamar (m. 1975), II vizconde de Burguillos, hidalgo a fuero de España.[2]

Casó con Diodora Cuesta de Quirós. El 4 de abril de 1975, tras solicitud cursada el 23 de julio de 1974 (BOE del día 29 del mismo mes) y orden del 26 de octubre del mismo año para que se expida la correspondiente carta de sucesión (BOE del 7 de noviembre), le sucedió su hijo:
- Joaquín Murillo de Saavedra y Cuesta, III vizconde de Burguillos.

Casó el 9 de mayo de 1970, en Olivenza, con María Teresa de Mendoza Tous de Monsalve, hija de Alfonso de Mendoza y Botello de San Juan, IV marqués de la Alameda de Mendoza, y Josefina Tous de Monsalve Rodríguez de Campomanes. El 19 de enero de 2021 (BOE del día 28) se mandó expedir carta de sucesión en favor de:
- Juan Murillo Mendoza, IV vizconde de Burgillos.